# Scharmer (dorp)
Scharmer (Gronings: Schaarmer) is een dorp in de gemeenten Midden-Groningen en Groningen in de Nederlandse provincie Groningen. Het ligt tussen Harkstede en Kolham op de zandrug waarop vrijwel alle dorpen van de landstreek Duurswold liggen. De naam Scharmer is waarschijnlijk een verbastering van Skiramere (schier meer), wat helder water betekent. Dat verwijst naar de waterrijke omgeving.

## Geschiedenis
Het dorp behoorde vanouds tot de landstreek Duurswold en heeft sinds de 13e eeuw een eigen kerk gehad, die in 1824 is afgebroken. Dorpsheer Johan Rengers van Scharmer schonk de kerk aan de orde van de Kruisheren, waarna hier in 1489 het SInt- Helenaklooster werd gesticht. Het klooster beschikte tevens over de kapel van Klein Harkstede en had een refugium in de Burchtstraat bij de Herepoort te Groningen. De kloostergemeenschap werd na de Reductie van Groningen in 1594 ontbonden; in 1615 bestond hij niet meer. De gebouwen werden afgebroken. De kerk werd door de hervormde gemeente in gebruik genomen. Na de afbraak werd het dorp kerkelijk bij Harkstede gevoegd. Het oude kerkhof is bewaard gebleven. 
De meden (hooilanden) ten noorden van Scharmer stonden bekend als Rijpermaa. Het gebied wordt al in in 1493 vermeld als Rypemade ('hooiland aan de rand'). Mogelijk bevond zich hier eerder de verdwenen nederzetting Diurardasrip. Nu is hier het natuurreservaat Rijpermaa te vinden, dat zich langs het Rijpmakanaal uitstrekt.
Scharmer behoorde tot de laagste delen van Duurswold: bij de Kerstvloed van 1717 werden in Scharmer 25 huizen vernield, hoewel er nauwelijks bewoning in het laaggelegen buitengebied was.
In Scharmer en Harkstede bestond vanaf de tweede helft van de 18e eeuw een groot aantal veenderijen, waar turf werd gebaggerd, die op hogere ruggen tussen de petgaten te drogen werd gelegd. Via wijken als Mulderswijk, Kerkwijk, Nieuwe- of Bruinswijk, Schutterswijk en Brookerswijk werd de turf per schip naar de Scharmer Ae afgevoerd. Het Rijpmakanaal verbond Scharmer met het Slochterdiep. De Benningsloot, al genoemd in de 16e eeuw, vormt de grens met Harkstede. 
Vanaf de tweede helft van de 19e eeuw werd een groot deel van het gebied met behulp van poldermolens drooggelegd. Op het grondgebied van Scharmer ontstonden de waterschappen Tilburgpolder (1848, gedeeltelijk), Rijpmapolder (1863), Rozenburgermolenpolder (1878), Scharmer-Oostpolder (1885) en Scharmerlaagveenontginning (1904), die later allen opgingen in het waterschap Duurswold.
Bij Scharmer hebben de middeleeuwse borg Huis te Scharmer en de 16-eeuwse buitenplaats Nijenhof gestaan, verder enkele veenborgen; namelijk Ballinga, Overveen. Rozenborg, Tilburg en Werk en Rust. De buitenplaats Tilburg, die aan de Borgweg was gelegen, was mogelijk de opvolger van Nijenhof.

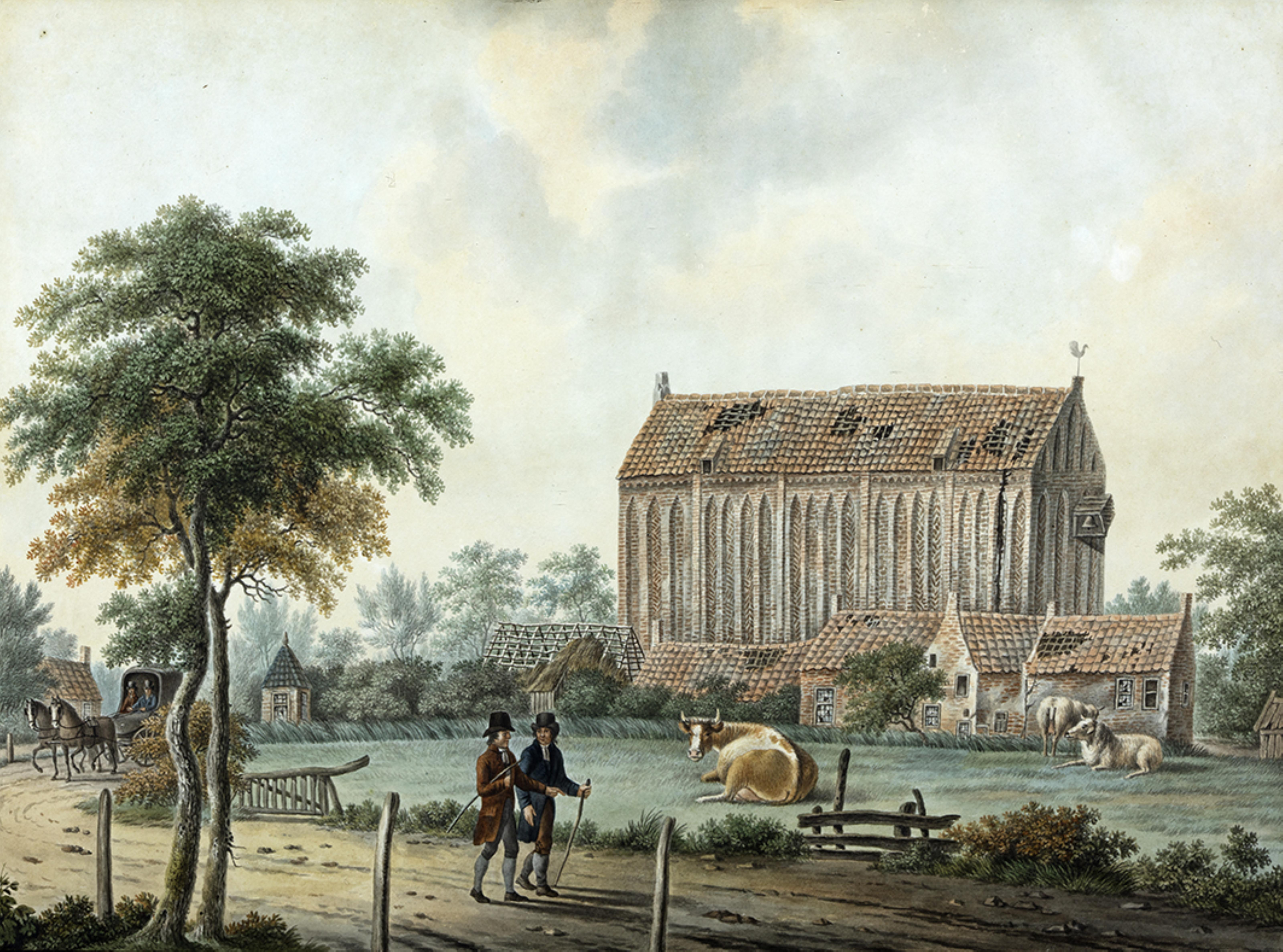
Noordzijde van de kerk te Scharmer met pastorie, school en onderwijzerswoning, kort voor de afbraak (Anton Koster, 1824).
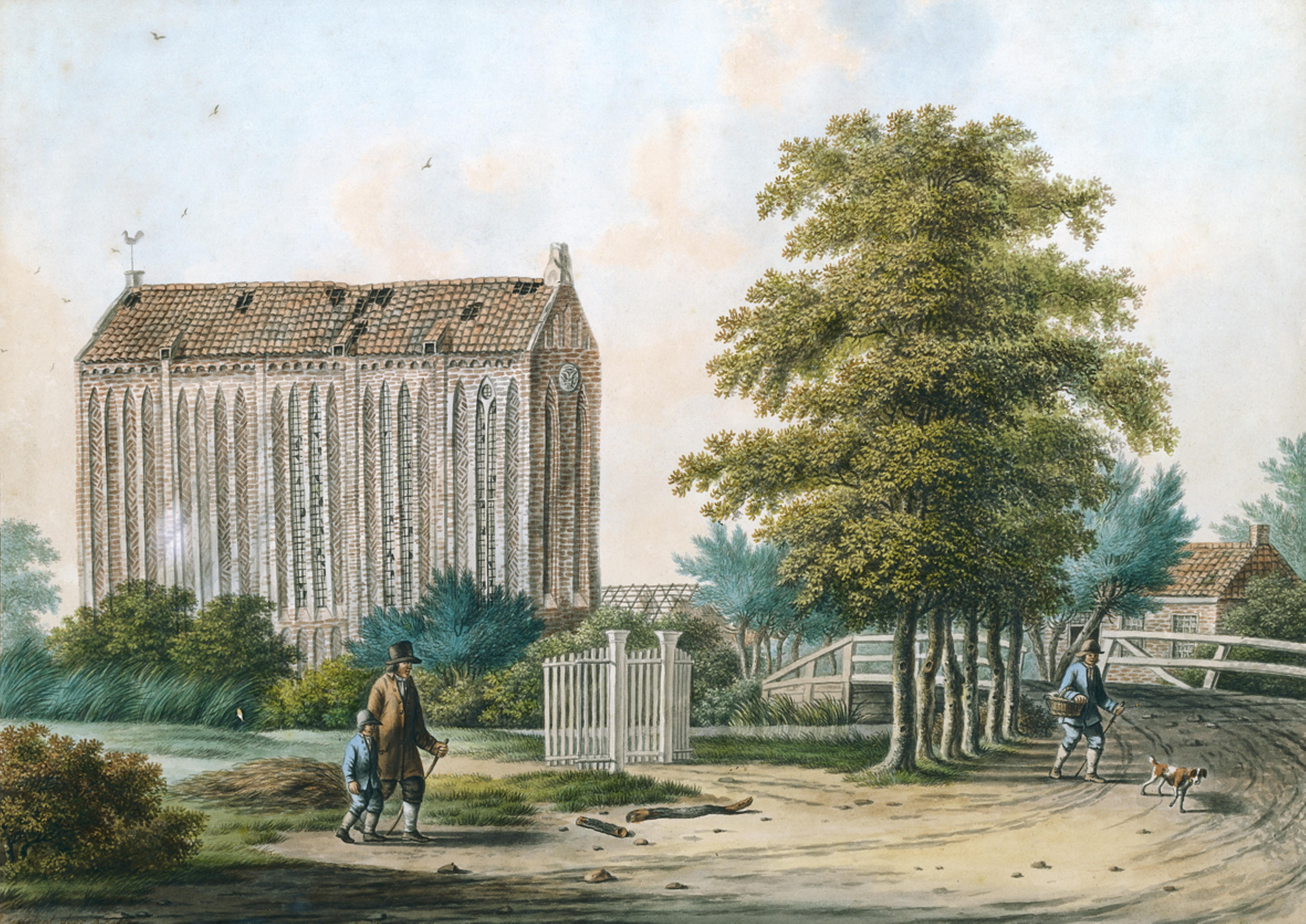
Zuidzijde van de kerk.
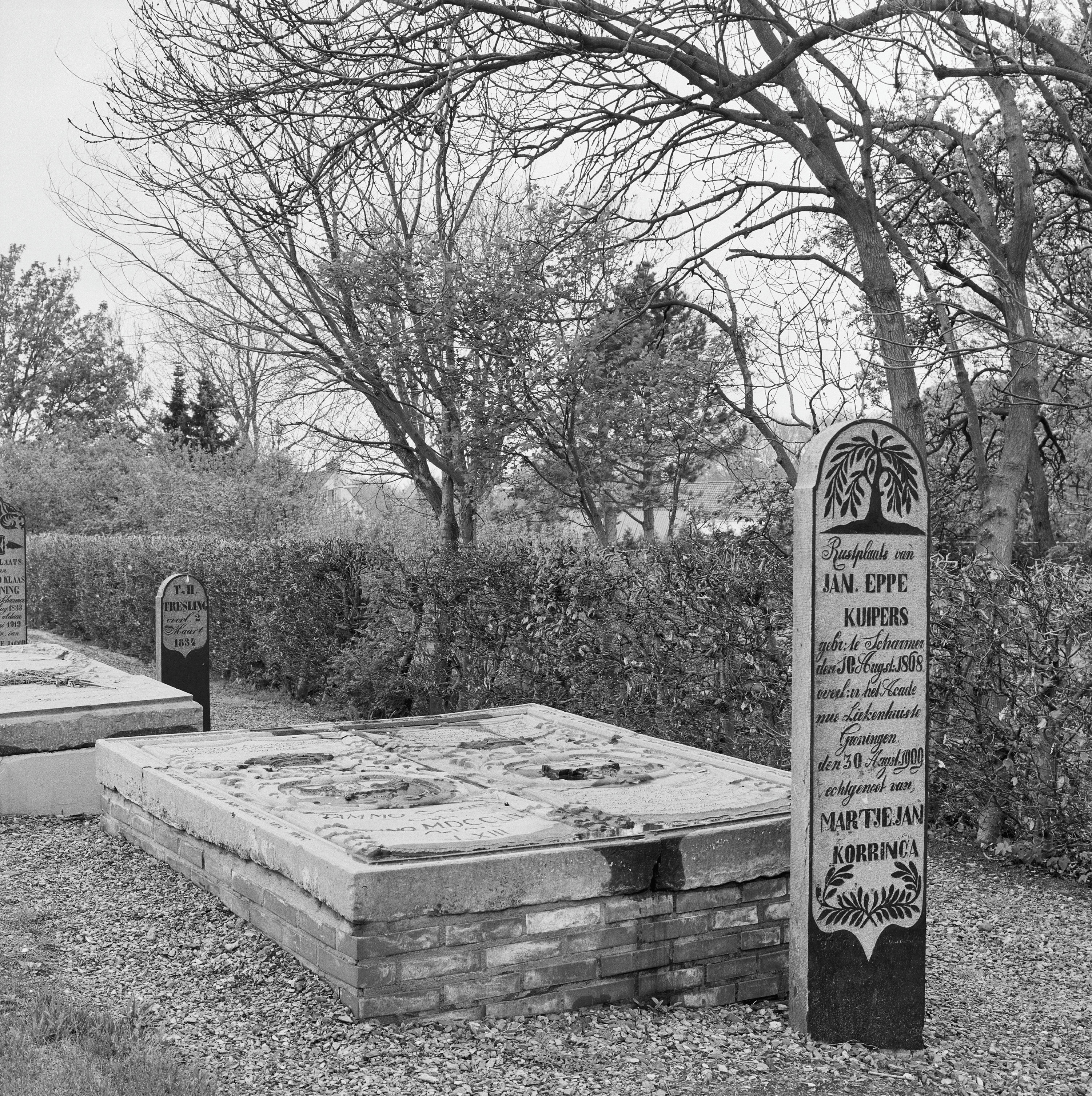
Grafzerk op het kerkhof van Scharmer

## Geboren
- Wolther Wolthers (1814-1870), burgemeester
- Kornelis Kuipers (1908-1980), politicus, burgemeester